# 이은희 (1964년)
이은희(李恩姬, 1964년 12월 10일~ )는 대한민국 16대 대통령 노무현 정부 때 대통령 비서실 제2부속실장을 지낸 교육기관단체인이다. 19대 대통령후보 문재인의 여성본부 부본부장이었으며 공공기관 공직자로 재직하였다.  중소기업유통센터 상임감사, 환경보전협회 경영관리본부장, 국립생태원 상임이사, 경영관리본부장을 역임했다. 현재는 민주당 전국여성위 여성리더십센터 부소장직과  휴먼앤에코 연구소 대표를 맡고있다. 

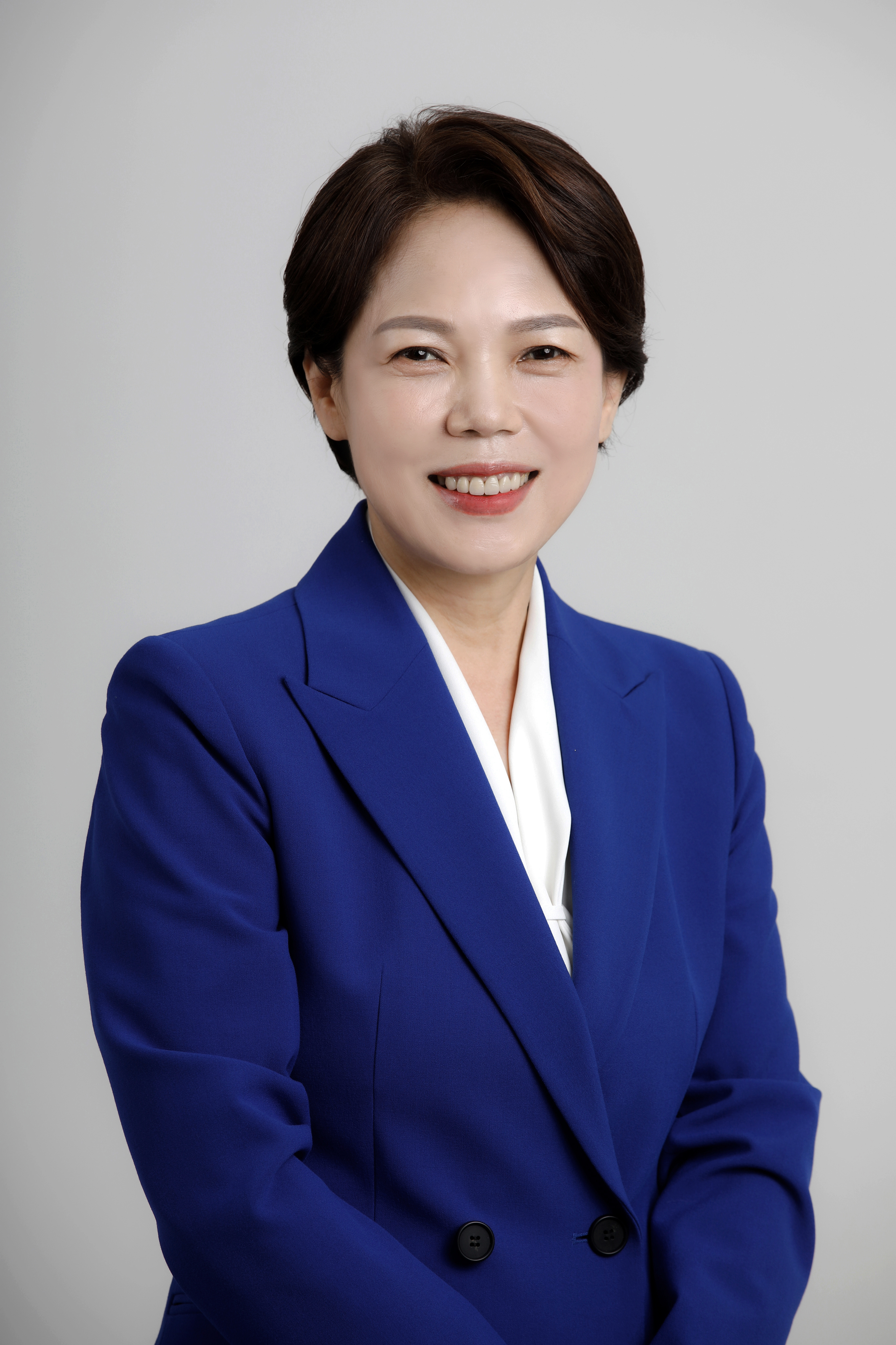
이은희(정치인)

## 학력
- 서울여자상업고등학교(서울여상)
- 연세대학교 철학과 학사
- 연세대학교 행정대학원 행정학 석사
- 서울시립대학교 대학원 행정학 박사 수료

## 경력
- 2023년 ~ : 성공회대학교 연구교수
- 2023년 ~ : 휴먼앤에코 연구소 대표이사
- 2023년 ~ : 민주당 전국여성위 여성리더십센터 부소장
- 2023년 ~ : 연세대학교 총동문회 상임이사
- 2021년 ~ 2023년 : 국립생태원(준정부기관) 상임이사, 경영관리본부장
- 2020년 ~ 2022년 : 서울시 상수도사업본부 수돗물평가위원회 위원
- 2019년 ~ : 국민권익위원회 청렴연수원등록 청렴전문강사
- 2018년 ~ 2021년 : 한국환경보전협회(공공기관) 경영관리본부장
- 2017년 ~ 2023년 : 사람사는세상 노무현재단 상임운영위원
- 2017년 :  민주당 문재인대통령후보 여성본부 부본부장
- 2009년 ~ 2017년 : 사람사는세상 노무현재단 기획위원
- 2009년 : 민주당 여성리더십센터 대외협력위원장
- 2009년 : 시민주권 운영위원
- 2006년 ~ 2008년 : 중소기업유통센터(공공기관) 상임감사
- 2005년 ~ 2006년 : 대통령비서실 (청와대) 비서관& 제2부속실장
- 2003년 ~ 2005년 : 대통령비서실 (청와대) 제2부속실 선임행정관
- 2002년 : 노무현 대통령 당선자 비서실 정무팀 비서
- 2001년 : 새천년민주당 노무현 상임고문 여성특보
- 2001년 : 우먼타임스 마포지사장
- 2001년 : 새천년민주당 마포갑 지구당 마포정보문화센터 소장
- 1999년 : 새정치국민회의 마포갑지구당 부위원장
- 1998년 : 새정치국민회의 마포갑지구당 정책실장
- 1995년 : 연세대 여성연구소 간사
- 1988년 : 연세대 총여학생회장

## 생애

### 출생 및 학창시절: 서울여상에서 연세대학교로
이은희는 1964년 12월 10일 경북 문경에서 태어났다. 첫돌이 지나기 전에 일가족이 서울로 올라왔다. 어린 시절 뛰어난 학업성적을 보였으나 어려운 가정형편 때문에 1980년 서울여상으로 진학하였다. 가족의 부양을 위해 서울여상을 졸업하기 전에 대한재보험회사(지금의 코리안리재보험)에 입사하였으나 사내에 만연한 학력차별 실태에 실망하고 회사를 그만두었다. 이후 1년 반 동안 직장생활을 하는 서울여상 졸업동기들의 도움을 받아 공부를 하였으며 1985년 연세대학교 철학과에 합격하였다. 대학 진학 후 1980년 광주민중항쟁의 진실을 접하고 학생운동에 뛰어들었다. 1987년에는 김대중, 김영삼 후보단일화와 민주정부 수립을 위해 삭발투쟁을 전개했다. 1988년 연세대학교 초대 총여학생회장으로 선출되었으며, 대동제 기간 중 북한바로알기운동 차원에서 진행한 북한여성사진전을 개최했다는 이유로 구속되었다.

### 대학교 졸업 이후: 정치생활

#### 정치입문: 생존을 넘어 지방자치의 현장 속으로
1991년 대학을 졸업한 이은희는 같은 해 연세대학교 재학 시절 총학생회장을 지낸 정명수와 결혼하였다. 마포에서 두 아이를 낳고 연남동에서 미술학원을 운영했다. 아이들의 눈에 비친 타성에 젖은 자신을 돌아보며 미술학원을 그만두고 생활정치의 꿈을 펼쳐나간다. 시민이 주인 되는 지방자치 연구를 위해 1997년 연세대학교 행정대학원에 진학했다. 1998년 시민단체와 여성단체의 추천을 받아 지방의회 선거에 출마했으나 정당공천(내천) 결정에 불복한 남성후보 두 명이 더 나오는 바람에 낙선했다. 그러나 이 경험은 이은희에게 시민주권, 지역자치의 각오를 더욱 굳게 만들었다. 당시 초등학교 1학년이었던 아들의 교육상담을 위해 학교를 찾았다가 촌지와 급식, 체벌 등의 문제점을 접하고 적극적인 학부모 활동을 벌여나갔다. 지역재개발에 따라 들어서기 시작한 아파트공동체 생활운동도 주요한 관심사 중의 하나였다. 주민자치센터의 활성화와 지방의회 속기록 검토, 의정지기단 활동, 여성민우회 생협활동 등 지역운동을 벌였으며, 마포구청의 명예시민감사관이 되어 구청 현황과 재정, 보건위생 실태조사를 통해 풀뿌리 민주주의를 현장에서 실천하였다.

#### 참여정부와 대통령 비서실 2부속실 활동: 노무현과 함께 새 정치의 중심으로
이은희는 1988년 연세대 총여학생회장 시절 처음 노무현 전 대통령을 만났다. 2001년 개혁연대 운영위원으로 일하던 중 노무현 후보와 결합하여 여성특보로 첫발을 내디뎠다. 이후 대통령당선자 비서실 정무팀 비서와 대통령 제2부속실 행정관을 거쳐 대통령비서실 제2부속실장을 지냈다. 노무현 대통령 내외를 최일선에서 보좌하며, 2부속실의 주요한 업무인 교육, 문화, 여성, 복지 분야에서 폭넓은 경험을 쌓았다.

### 다시 깨어 있는 한 사람의 시민으로: 공직생활
이은희는 2006년 대통령비서실에서 제2부속실장으로서의 업무를 마감하고 중소기업유통센터 감사로 취임하였다. 이 기간 동안 지역경제 활성화 방안을 고민했다. 2009년 5월 23일 노무현 전 대통령의 서거 이후 '깨어있는 시민이 되자'는 고인의 뜻을 실천하기 위해 마포교육문화센터를 설립하였다. 이후 노무현재단 기획위원, 문재인 대통령후보 여성본부 부본부장 등으로 재직하다 2018년 한국환경보전협회 경영관리본부장으로 취임하였다. 이 시기, 곤경에 처해 있던 한국환경보전협회의 조직구조와 재무상태를 개선하는 데 집중해 연례 경영실적평가에서 성과를 보여냈다. 2021년 3월 한국환경보전협회 퇴임 이후 동년 6월에 국립생태원 상임이사, 상임경영관리본부장으로 취임하였다. 이후 2023년 6월 퇴임하였다.

### 공직생활 이후: 지역정치로의 복귀
국립생태원 퇴임 이후 22대 국회의원 선거에서 마포구 갑 지역으로의 출마를 준비중이다. 